# Lasioptera centerensis
Lasioptera centerensis är en tvåvingeart som beskrevs av Ephraim Porter Felt 1918. Lasioptera centerensis ingår i släktet Lasioptera och familjen gallmyggor.
Artens utbredningsområde är New York. Inga underarter finns listade i Catalogue of Life.